# All That You Can't Leave Behind
| Recensione    | Giudizio |
| ------------- | -------- |
| AllMusic      | [ 1 ]    |
| Rolling Stone | [ 28 ]   |
| OndaRock      | [ 29 ]   |

All That You Can't Leave Behind è il decimo album in studio del gruppo musicale irlandese U2, pubblicato il 30 ottobre 2000 dalla Island Records. Il disco ha venduto più di 12 milioni di copie. È stato inserito dalla rivista Rolling Stone al 280º posto della Lista dei 500 migliori album secondo Rolling Stone.
La Birmania vietò l'importazione dell'album, dopo che il brano Walk On fu dedicato ad Aung San Suu Kyi (leader del movimento per la democrazia nel paese e all’epoca ancora agli arresti domiciliari) e chiunque avesse comprato tramite contrabbando una copia del disco, avrebbe rischiato una sanzione penale che variava dai tre ai vent'anni di reclusione.

## Descrizione
Questo album è stato definito una sorta di ritorno alle origini da parte degli U2: il loro stile, infatti, ritorna ad essere più simile allo stile precedente all'album Achtung Baby.
Sicuramente degni di menzione i singoli Beautiful Day e Walk On ma anche Kite, New York e Stuck In A Moment You Can't Get Out Of (canzone dedicata a Michael Hutchence, cantante degli INXS, morto suicida tre anni prima). Elevation fu la colonna sonora del film Tomb Raider.
All That You Can't Leave Behind fu premiato con un Grammy Award nella categoria Miglior album rock nel 2001.
Il tour mondiale denominato Elevation Tour registra il tutto esaurito in ogni località e fa segnare numerosi record nelle vendite dei biglietti. In 113 show, tra Stati Uniti ed Europa, l'incasso totale sarà di 143.000.000 di dollari con una affluenza di 2.300.000 spettatori.
Degne di nota sono le tappe di Dublino allo Slane Castle, che hanno tra l'altro dato origine al DVD musicale U2 Go Home - Live from Slane Castle Ireland, e la performance italiana allo Stadio delle Alpi di Torino datata 21 luglio 2001.

### Contenuti
La quinta traccia dell'album, Kite, è stata scritta da Bono insieme al chitarrista The Edge; l'ispirazione per la canzone è venuta a Bono mentre giocava insieme alle sue figlie con un aquilone (Kite, appunto), su una collina vicino alla spiaggia di Killiney dove solitamente risiede. Appena decollato, l'aquilone si è però presto schiantato al suolo e le figlie deluse sono tornate in casa a giocare ai videogame, mentre il cantante è rimasto da solo sulla collina.
Negli anni però questa canzone ha assunto un ulteriore significato, dato dalla morte del proprio padre e spiegato dallo stesso Bono durante il concerto di Manchester del 12 agosto 2001. Introducendo Kite, ha infatti detto: «Certe canzoni pensi di averle scritte per te stesso e poi realizzi che le hai scritte con gli occhi di qualcun altro, per la bocca di qualcun altro. Io pensavo di stare scrivendo questa canzone per i miei figli ma la stavo scrivendo per il mio vecchio, questa è Kite, viene da lui per me e per voi».
In a Little While, sesta traccia dell'album, è nata durante una pausa che la band irlandese dovette prendersi dalla registrazione del disco a causa della terribile situazione in cui versava la voce di Bono in quel periodo. Il testo parla dei postumi della fine di una relazione d'amore, riprendendo quindi il tema già affrontato in Tryin' to Throw Your Arms Around the World, contenuta in Achtung Baby. Bono ha più volte introdotto la canzone durante i concerti sottolineando che In a Little While è diventata una specie di gospel dopo aver saputo che fu l'ultima ascoltata dal front man del gruppo punk rock dei Ramones, Joey Ramone, poco prima di morire. Questa dichiarazione la si può ascoltare anche nel DVD Elevation 2001: U2 Live from Boston. La canzone è spesso suonata dal vivo.
Nell'album è contenuto anche il brano Peace on Earth, che fa riferimento alla bomba che la Real IRA fece esplodere il 15 agosto del 1998 sulla città di Omagh, nell'Irlanda del Nord, e in cui persero la vita 29 persone. Il testo cita inoltre alcuni dei nomi delle vittime: Sean, Julia, Gareth, Anne e Breda. Mentre per la frase «She never got to say goodbye / To see the colour in his eye / Now he's in the dirt» Bono trasse ispirazione dal discorso pronunciato durante il funerale di James Barker dalla madre stessa della vittima, in particolare le parole: «I never realised how green his eyes were» («Non avevo mai realizzato quanto verdi fossero i suoi occhi»). Dopo gli attentati dell'11 settembre 2001 Peace on Earth assunse un ulteriore significato e venne spesso suonata dal vivo durante l'Elevation Tour in coppia con Walk On. Le due canzoni vennero eseguite insieme anche in occasione del concerto benefico America: A Tribute to Heroes. Altra canzone presente nel disco è When I Look at the World, che parla di chi mette in discussione la propria Fede dopo aver vissuto una tragedia. In particolare, Bono ha affermato di aver tratto ispirazione dall'impegno di sua moglie Ali Hewson per le vittime del disastro di Černobyl'.
Tra le altre canzoni contenute nell'album sono presenti Beautiful Day, Walk On, Stuck in a Moment You Can't Get Out Of e Elevation, pubblicati come singoli. The Ground Beneath Her Feet, inclusa nella colonna sonora del film The Million Dollar Hotel, è presente come traccia bonus in alcune versioni dell'album.

## Tracce
Testi di Bono, eccetto dove indicato, musiche di U2.
1. Beautiful Day – 4:08
2. Stuck in a Moment You Can't Get Out Of – 4:32 (testo: Bono, The Edge)
3. Elevation – 3:47
4. Walk On – 4:56
5. Kite – 4:26 (testo: Bono, The Edge)
6. In a Little While – 3:39
7. Wild Honey – 3:46
8. Peace on Earth – 4:48
9. When I Look at the World – 4:17 (testo: Bono, The Edge)
10. New York – 5:30
11. Grace – 5:30

Durata totale: 49:19

## Formazione

### U2
- Bono - voce, chitarra, sintetizzatore (Stuck in a Moment You Can't Get Out Of), scrittura brani
- The Edge - chitarra, pianoforte, sintetizzatore (Elevation), archi (Kite), cori, scrittura brani
- Adam Clayton - basso, scrittura brani
- Larry Mullen Jr. - batteria, percussioni, scrittura brani

### Altro personale
- Brian Eno – produzione, missaggio, sintetizzatori (Beautiful Day, Stuck in a Moment You Can't Get Out Of, Elevation, In a Little While, Wild Honey, Peace on Earth, When I Look at the World, New York e Grace), cori (Kite)
- Daniel Lanois – produzione, missaggio, cori (Kite), chitarra (Stuck in a Moment You Can't Get Out Of, In a Little While, Wild Honey, When I Look at the World, New York e Grace)
- Paul Barrett - ottoni (Stuck in a Moment You Can't Get Out Of)
- Steve Lillywhite - produzione aggiuntiva
- Mike Hedges - produzione aggiuntiva, missaggio
- Richard Stannard - produzione aggiuntiva, missaggio
- Julian Gallagher - produzione aggiuntiva, missaggio
- Richard Rainey - ingegnere del suono, missaggio
- Tim Palmer - missaggio, ingegnere del suono aggiuntivo
- Steve Fitzmaurice - missaggio
- Chris Heaney - assistenza ingegnere del suono e missaggio
- Alvin Sweeney - assistenza ingegnere del suono e missaggio
- Jay Goin - assistenza ingegnere del suono e missaggio
- Stephen Harris - ingegnere del suono aggiuntivo, assistenza ingegnere del suono aggiuntiva
- Ger McDonnell - ingegnere del suono aggiuntivo
- Mark Howard - ingegnere del suono aggiuntivo
- Alex Hass - ingegnere del suono aggiuntivo
- Keith McDonnell - assistenza ingegnere del suono aggiuntiva
- Arnie Costa - mastering

## La copertina dell'album
La foto della copertina dell'album è stata scattata all'aeroporto Charles De Gaulle di Parigi (precisamente nella Rossy Hall 2f). Sul tabellone sullo sfondo si legge J33-3: si riferisce al capitolo 33, versetto 3 del libro di Geremia della Bibbia il quale recita: «Invocami e io ti risponderò e ti annunzierò cose grandi e impenetrabili, che tu non conosci». Il 3:33 si presenterà anche nel testo della canzone Unknown Caller dell'album No Line On The Horizon del 2009.

## Curiosità
In a Little While è stata l'ultima canzone ascoltata, a quanto riporta la madre, da Joey Ramone prima della sua morte.

## Tour promozionale
Per promuovere l'album, il gruppo intraprese l'Elevation Tour, partito dal National Car Rental Center di Sunrise, vicino a Fort Lauderdale, il 24 marzo 2001, e conclusosi all'AmericanAirlines Arena di Miami il 2 dicembre dello stesso anno.

## Classifiche
| Classifica (2020) | Posizione |
| ----------------- | --------- |
| Portogallo        | 66        |